# Lekkoatletyka na Letnich Igrzyskach Olimpijskich 1972 – bieg na 800 m mężczyzn
Bieg na 800 metrów mężczyzn podczas XX Letnich Igrzysk Olimpijskich w Monachium rozegrano 31 sierpnia (eliminacje) oraz 1 (półfinały) i 2 września 1972 (finał) na Stadionie Olimpijskim. Zwycięzcą został reprezentant Stanów Zjednoczonych Dave Wottle.

## Rekordy

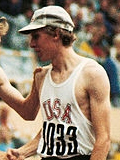
Dave Wottle

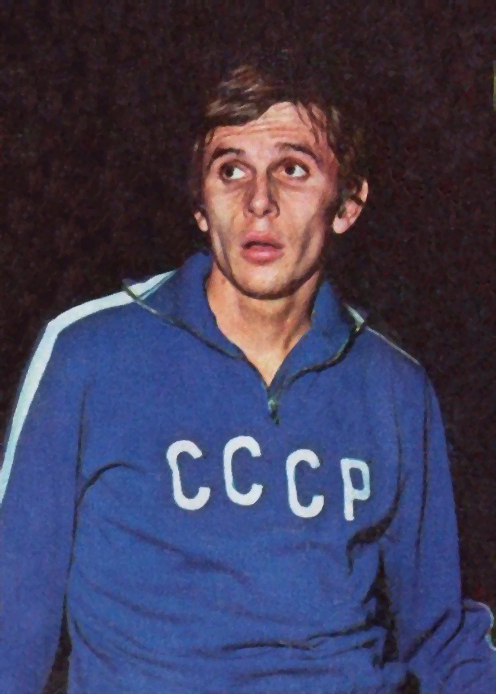
Jewhen Arżanow

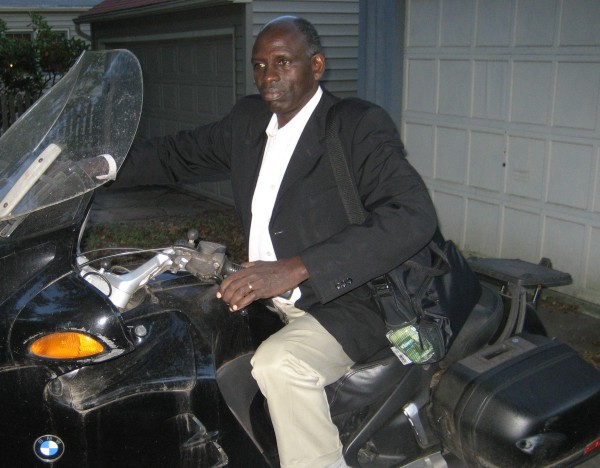
Mike Boit

|                   | Zawodnik      | Narodowość        | Czas   | Data                      | Miejsce      |
| ----------------- | ------------- | ----------------- | ------ | ------------------------- | ------------ |
| Rekord świata     | Peter Snell   | Nowa Zelandia     | 1:44,3 | 3 lutego 1962(dts)        | Christchurch |
| Rekord świata     | Ralph Doubell | Australia         | 1:44,3 | 15 października 1968(dts) | Meksyk       |
| Rekord świata     | Dave Wottle   | Stany Zjednoczone | 1:44,3 | 1 lipca 1972(dts)         | Eugene       |
| Rekord olimpijski | Ralph Doubell | Australia         | 1:44,3 | 15 października 1968(dts) | Meksyk       |

## Wyniki
| Poz. - pozycja |
| – rekord świata \| – rekord krajowy \| – rekord życiowy \| = – wyrównany rekord życiowy \| · – najlepszy wynik w sezonie \| = – wyrównany najlepszy wynik w sezonie \| – rekord olimpijski |
| Fn – falstart \| DNF – nie ukończył \| DNS – nie wystartował \| DSQ – zdyskwalifikowany |

### Eliminacje
Rozegrano osiem biegów eliminacyjnych. Do półfinałów awansowało po trzech najlepszych zawodników z każdego biegu (Q).

#### Bieg 1
| Poz. | Zawodnik           | Narodowość        | Rezultat | Uwagi |
| ---- | ------------------ | ----------------- | -------- | ----- |
| 1    | Alain Sans         | Francja           | 1:49,2   | Q     |
| 2    | Mansour Guettaya   | Tunezja           | 1:49,4   | Q     |
| 3    | Azzedine Azzouzi   | Algieria          | 1:49,4   | Q     |
| 4    | Rick Wohlhuter     | Stany Zjednoczone | 1:49,4   |       |
| 5    | Reza Entezari      | Iran              | 1:50,5   |       |
| 6    | Édouard Rasoanaivo | Madagaskar        | 1:50,8   |       |
| 7    | Alphonse Mandonda  | Kongo             | 1:51,2   |       |
| –    | Mohamed Aboker     | Somalia           | DSQ      |       |

#### Bieg 2
| Poz. | Zawodnik                | Narodowość      | Rezultat | Uwagi |
| ---- | ----------------------- | --------------- | -------- | ----- |
| 1    | Robert Ouko             | Kenia           | 1:47,44  | Q     |
| 2    | Jože Međimurec          | Jugosławia      | 1:48,1   | Q     |
| 3    | Jewhen Wołkow           | ZSRR            | 1:48,6   | Q     |
| 4    | Fernando Mamede         | Portugalia      | 1:48,6   |       |
| 5    | Mohamed Sid Ali Djouadi | Algieria        | 1:50,4   |       |
| 6    | Colin Campbell          | Wielka Brytania | 1:54,8   |       |
| 7    | Francisco Menocal       | Nikaragua       | 1:58,6   |       |
| 8    | Thomas Howe             | Liberia         | 2:00,76  |       |

#### Bieg 3
| Poz. | Zawodnik              | Narodowość       | Rezultat | Uwagi |
| ---- | --------------------- | ---------------- | -------- | ----- |
| 1    | Franz-Josef Kemper    | RFN              | 1:47,34  | Q     |
| 2    | Dave Cropper          | Wielka Brytania  | 1:47,44  | Q     |
| 3    | Rolf Gysin            | Szwajcaria       | 1:47,46  | Q     |
| 4    | Roqui Sanchez         | Francja          | 1:47,9   |       |
| 5    | Thomas Saisi          | Kenia            | 1:48,5   |       |
| 6    | András Zsinka         | Węgry            | 1:49,0   |       |
| 7    | Daniel Andrade        | Senegal          | 1:53,9   |       |
| –    | Saad Maaz Abdul Razak | Arabia Saudyjska | DNS      |       |

#### Bieg 4
| Poz. | Zawodnik               | Narodowość        | Rezultat | Uwagi |
| ---- | ---------------------- | ----------------- | -------- | ----- |
| 1    | Mulugetta Tadesse      | Etiopia           | 1:47,10  | Q     |
| 2    | Dave Wottle            | Stany Zjednoczone | 1:47,64  | Q     |
| 3    | Josef Schmid           | RFN               | 1:47,75  | Q     |
| 4    | Graeme Rootham         | Australia         | 1:48,2   |       |
| 5    | Lennox Stewart         | Trynidad i Tobago | 1:48,7   |       |
| 6    | Þorsteinn Þorsteinsson | Islandia          | 1:50,8   |       |
| 7    | Roger Kangni           | Togo              | 1:52,1   |       |
| –    | Mohamed Makdouf        | Maroko            | DNS      |       |

#### Bieg 5
| Poz. | Zawodnik          | Narodowość | Rezultat | Uwagi |
| ---- | ----------------- | ---------- | -------- | ----- |
| 1    | Jewhen Arżanow    | ZSRR       | 1:48,3   | Q     |
| 2    | Andrzej Kupczyk   | Polska     | 1:48,5   | Q     |
| 3    | Angelo Hussein    | Sudan      | 1:48,9   | Q     |
| 4    | Gheorghe Ghipu    | Rumunia    | 1:50,1   |       |
| 5    | Carlos Dalurzo    | Argentyna  | 1:50,6   |       |
| 6    | Héctor López      | Wenezuela  | 1:50,8   |       |
| –    | Walter Adams      | RFN        | DNF      |       |
| –    | Antonio Fernández | Hiszpania  | DSQ      |       |

#### Bieg 6
| Poz. | Zawodnik         | Narodowość     | Rezultat | Uwagi |
| ---- | ---------------- | -------------- | -------- | ----- |
| 1    | Dieter Fromm     | NRD            | 1:46,94  | Q     |
| 2    | Jozef Plachý     | Czechosłowacja | 1:47,06  | Q     |
| 3    | Manuel Gayoso    | Hiszpania      | 1:47,52  | Q     |
| 4    | Sriram Singh     | Indie          | 1:47,72  |       |
| 5    | Francis Gonzalez | Francja        | 1:48,8   |       |
| 6    | Mehmet Tümkan    | Turcja         | 1:49,5   |       |
| 7    | Kassem Hamzé     | Liban          | 1:52,5   |       |
| 8    | Harry Nkopeka    | Malawi         | 1:57,7   |       |

#### Bieg 7
| Poz. | Zawodnik        | Narodowość      | Rezultat | Uwagi |
| ---- | --------------- | --------------- | -------- | ----- |
| 1    | Mike Boit       | Kenia           | 1:47,25  | Q     |
| 2    | Herman Mignon   | Belgia          | 1:47,50  | Q     |
| 3    | Andy Carter     | Wielka Brytania | 1:47,64  | Q     |
| 4    | Byron Dyce      | Jamajka         | 1:48,0   |       |
| 5    | Benson Mulomba  | Zambia          | 1:53,4   |       |
| 6    | Jimmy Crampton  | Birma           | 1:54,2   |       |
| 7    | Fritz Pierre    | Haiti           | 2:01,5   |       |
| –    | Francesco Arese | Włochy          | DNS      |       |

#### Bieg 8
| Poz. | Zawodnik          | Narodowość        | Rezultat | Uwagi |
| ---- | ----------------- | ----------------- | -------- | ----- |
| 1    | Iwan Iwanow       | ZSRR              | 1:51,0   | Q     |
| 2    | Ken Swenson       | Stany Zjednoczone | 1:51,1   | Q     |
| 3    | Frank Murphy      | Irlandia          | 1:51,1   | Q     |
| 4    | Sjef Hensgens     | Holandia          | 1:51,2   |       |
| 5    | Donaldo Arza      | Panama            | 1:51,2   |       |
| 6    | Jaiye Abidoye     | Nigeria           | 1:52,0   |       |
| 7    | Muhammad Siddique | Pakistan          | 1:52,6   |       |
| 8    | Shibrou Regassa   | Etiopia           | 1:53,3   |       |

### Półfinały
Rozegrano trzy biegi półfinałowe. Do finału awansowało po dwóch najlepszych zawodników z każdego biegu (Q) oraz dwóch z najlepszymi czasami spośród pozostałych (q).

#### Bieg 1
| Poz. | Zawodnik         | Narodowość      | Rezultat | Uwagi |
| ---- | ---------------- | --------------- | -------- | ----- |
| 1    | Robert Ouko      | Kenia           | 1:47,61  | Q     |
| 2    | Dieter Fromm     | NRD             | 1:48,1   | Q     |
| 3    | Dave Cropper     | Wielka Brytania | 1:48,4   |       |
| 4    | Josef Schmid     | RFN             | 1:48,8   |       |
| 5    | Frank Murphy     | Irlandia        | 1:49,2   |       |
| 6    | Azzedine Azzouzi | Algieria        | 1:49,4   |       |
| 7    | Alain Sans       | Francja         | 1:49,6   |       |
| 8    | Jewhen Wołkow    | ZSRR            | 1:50,1   |       |

#### Bieg 2
| Poz. | Zawodnik           | Narodowość        | Rezultat | Uwagi |
| ---- | ------------------ | ----------------- | -------- | ----- |
| 1    | Dave Wottle        | Stany Zjednoczone | 1:48,7   | Q     |
| 2    | Franz-Josef Kemper | RFN               | 1:48,8   | Q     |
| 3    | Jozef Plachý       | Czechosłowacja    | 1:48,9   |       |
| 4    | Jože Međimurec     | Jugosławia        | 1:49,0   |       |
| 5    | Iwan Iwanow        | ZSRR              | 1:49,6   |       |
| 6    | Herman Mignon      | Belgia            | 1:49,7   |       |
| 7    | Mansour Guettaya   | Tunezja           | 1:49,8   |       |
| 8    | Angelo Hussein     | Sudan             | 1:51,1   |       |

#### Bieg 3
| Poz. | Zawodnik          | Narodowość        | Rezultat | Uwagi |
| ---- | ----------------- | ----------------- | -------- | ----- |
| 1    | Mike Boit         | Kenia             | 1:45,87  | Q     |
| 2    | Jewhen Arżanow    | ZSRR              | 1:46,32  | Q     |
| 3    | Andy Carter       | Wielka Brytania   | 1:46,45  | q     |
| 4    | Andrzej Kupczyk   | Polska            | 1:46,69  | q     |
| 5    | Manuel Gayoso     | Hiszpania         | 1:47,73  |       |
| 6    | Rolf Gysin        | Szwajcaria        | 1:48,2   |       |
| 7    | Mulugetta Tadesse | Etiopia           | 1:48,9   |       |
| –    | Ken Swenson       | Stany Zjednoczone | DSQ      |       |

### Finał
| Poz. | Zawodnik           | Narodowość        | Rezultat | Uwagi |
| ---- | ------------------ | ----------------- | -------- | ----- |
| 1    | Dave Wottle        | Stany Zjednoczone | 1:45,86  |       |
| 2    | Jewhen Arżanow     | ZSRR              | 1:45,89  |       |
| 3    | Mike Boit          | Kenia             | 1:46,01  |       |
| 4    | Franz-Josef Kemper | RFN               | 1:46,50  |       |
| 5    | Robert Ouko        | Kenia             | 1:46,53  |       |
| 6    | Andy Carter        | Wielka Brytania   | 1:46,55  |       |
| 7    | Andrzej Kupczyk    | Polska            | 1:47,10  |       |
| 8    | Dieter Fromm       | NRD               | 1:47,96  |       |